# Brooks (Kentucky)
Brooks – jednostka osadnicza w Stanach Zjednoczonych, w stanie Kentucky, w hrabstwie Bullitt.